# Papanteles
Papanteles är ett släkte av steklar. Papanteles ingår i familjen bracksteklar.
Kladogram enligt Catalogue of Life:
| Papanteles | \| \| Papanteles peckorum \| \| \| \| \| \| Papanteles virbius \| \| \| \| |
|            | \| \| Papanteles peckorum \| \| \| \| \| \| Papanteles virbius \| \| \| \| |
|            | Papanteles peckorum                                                        |
|            |                                                                            |
|            | Papanteles virbius                                                         |
|            |                                                                            |